# John Pål Inderberg
John Pål Inderberg (Steinkjer, 6 agosto 1950) è un sassofonista e compositore norvegese.

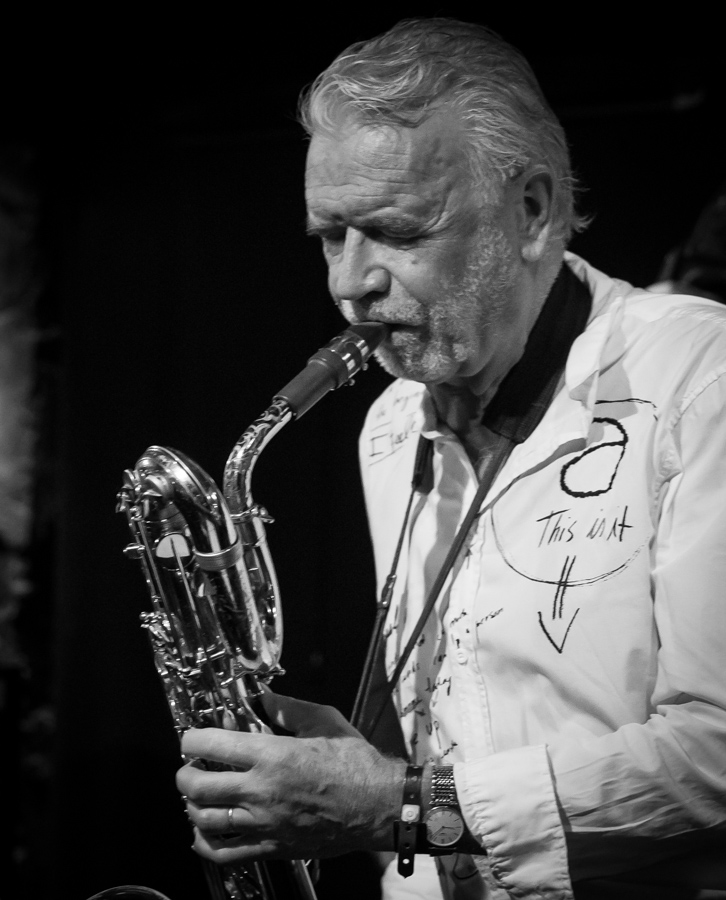
John Pål Inderberg, Oslo Jazzfestival 2016

John Pål Inderberg, come testimoniano le sue collaborazioni musicali, è noto in tutto il mondo per il suo talento con il sassofono soprano e per questo è stato scelto come professore di musica presso l'accademia musicale dell'università NTNU di Trondheim come docente dell'indirizzo Jazz «jazzlinja (NTNU)».
Nella sua carriera ha suonato con molti musicisti di fama internazionale come: Warne Marsh, Bjørn Alterhaug, Henning Sommerro, Jim Hall, Chet Baker, Lee Konitz, Bob Brookmeyer, Gil Evans e la skandinaviske jazzensemble, Chick Corea e la EBUs Big Band.

## Discografia
Album solisti
- 2001: Baritone Landscape (Gemini Records)[1]
- 2005: Sval Draum (Taurus Records)

Collaborazioni
- 1979: Moments (Arctic Records), con Bjørn Alterhaug
- 1980: Snowdown (Bergland Production), con Gunnar Andreas Berg
- 1987: Sax Of A Kind (Hot Club Records), con Warne Marsh
- 1988: Blodig Alvor Na Na Na Na Na (CBS), con DumDum Boys
- 1989: Annbjørg (Kirkelig Kulturverksted), con Annbjørg Lien
- 1990: Blackbird (Sonor Records), con Siri's Svale Band
- 1991: Constellations (Odin Records), con Bjørn Alterhaug
- 1991: Sangen Vi Glemte (Idut), con Frode Fjellheim
- 1992: Nattjazz 20 År (Grappa Music), con various artists
- 1995: Steps Towards A Dream (Odin Records), con Lee Konitz
- 1995: Oofotr (Norske Gram), con Oofotr
- 1995: Monk Moods (Odin Records), con Knut Kristiansen
- 1996: Her Er Huset Som Per Bygde (Hot Club Records), con Jan Erik Vold
- 1996: Svarrabærje (Kirkelig Kulturverksted), con Henning Sommerro
- 1997: Vårsøg (Norske Gram), con Henning Sommerro
- 2004: Across (Vossa Jazz Records), con Svein Folkvord
- 2005: We Are? (Jazzaway Records), con Eirik Hegdal & Trondheim Jazz Orchestra
- 2005: Live In Molde (MNJ Records), con Chick Corea & Trondheim Jazz Orchestra
- 2005: Tribute (MNJ Records), con Vigleik Storaas & Trondheim Jazz Orchestra
- 2007: Subtrio (Vossa Jazz Records), con Subtrio
- 2007: Melancholy Delight (Resonant Music), con Espen Rud
- 2007: Live In Oslo (Ponca Jazz Records), con Lee Konitz
- 2007: Live At Sting (Dravle Records), con Subtrio feat. Paolo Fresu
- 2008: Tangos, Ballads & More (Park Grammofon), con Steinar Raknes
- 2008: Wood And Water (MNJ Records), con Eirik Hegdal & Trondheim Jazz Orchestra
- 2009: Songlines (Ponca Jazz Records), con Bjørn Alterhaug
- 2009: What If? A Counterfactual Fairytale (MNJ Records), con Erlend Skomsvoll & Trondheim Jazz Orchestra
- 2011: Dobbeldans (Curling Legs), con Espen Rud
- 2011: Fine Together (Inner Ear), con Roger Johansen feat. Georg Riedel
- 2012: Vegen Åt Deg (Øra Fonogram), con Heidi Skjerve
- 2012: Løvsamleren (Curling Legs), con Espen Rud